# Леон Жуо
Леон Жуо (на френски: Léon Jouhaux) е френски профсъюзен деятел. Заловен от нацистите през 1943 г. и впоследствие депортиран в концентрационения лагер Бухенвалд. Носител на Нобелова награда за мир за 1951 г. за изключителната си роля в профсъюзното мирно движение и дългогодишната си борба за правата на работническата класа.